# 2003 na música

## Eventos
| Data            | Evento |
| --------------- | --- |
| 9 de janeiro    | A Filarmônica de Viena anuncia que a violista Ursula Plaichinger se tornou a primeira integrante mulher da orquestra, 158 anos após sua fundação, e seis anos depois de terem sido forçados a permitir que mulheres fizessem audições, sob a ameaça de terem seus subsídios estatais interrompidos. Ao mesmo tempo, é divulgado que o chefe da orquestra, Clemens Hellsberg, proibiu formalmente Plaichinger de dar entrevistas à imprensa. |
| 10 de janeiro   | Andrew Lack, ex-chefe de notícias da NBC, é nomeado novo chefe da divisão de música da Sony, para surpresa da indústria da música, por ele não ter experiência anterior na indústria fonográfica Ele substitui Tommy Mottola, que renunciou no dia anterior em meio a relatos de atrito com altos executivos da Sony sobre enormes perdas financeiras.                                                                                      |
| 10 de janeiro   | Após investigação da Federação Internacional da Indústria Fonográfica e de detetives de Londres, batidas policiais no Reino Unido e Holanda recuperam 500 fitas originais de The Beatles, gravadas durante as sessões de Let It Be (1970), e usadas para lançamentos piratas por anos. Cinco pessoas são presas. |
| 13 de janeiro   | Pete Townshend, guitarrista do The Who, é preso pela polícia britânica sob suspeita de possuir e criar e distribuir imagens indecentes de crianças. Townshend afirma que não baixou nenhuma dessas imagens e acessou sites que anunciam pornografia infantil porque estava pesquisando material para sua autobiografia, que incluirá passagens sobre sua infância abusiva.                                                                  |
| 17 de janeiro   | Inicia o festival Big Day Out, na Austrália e Nova Zelândia. |
| 22 de janeiro   | Nikolaus Harnoncourt cancela uma turnê europeia após ser seus médicos o aconselharem a fazer um descanso de dois meses. |
| 31 de janeiro   | Johnny Cash lança o videoclipe da canção "Hurt". |
| 2 de fevereiro  | Termina o festival Big Day Out, na Austrália e Nova Zelândia. |
| 3 de fevereiro  | Um vizinho de Phil Spector chama a policia, que descobre o corpo da atriz Lana Clarkson, com um ferimento à bala, em sua casa em Alhambra, Califórnia, EUA. Spector é preso sob suspeita de assassinato. |
| 3 de fevereiro  | O telefilme de Martin Bashir, Living with Michael Jackson, estreia na ITV no Reino Unido, e na ABC, nos EUA, três dias depois. 53 milhões de telespectadores nos dois países assistem ao especial. |
| 8 de fevereiro  | Avril Lavigne consegue seu terceiro single nº 1, com "I'm with You", tornando-a a segunda artista na história a ter três canções consecutivas a chegar ao nº 1 com um álbum de estreia na parada Mainstream Top 40 da Billboard. |
| 20 de fevereiro | Ocorre o Incêndio no The Station Nightclub, em West Warwick, Rhode Island, EUA, durante uma queima de fogos no show da banda Great White, matando 100 pessoas, incluindo o guitarrista da banda, Ty Longley, e ferindo 160. |
| 23 de fevereiro | Em Nova Iorque, EUA, ocorre o 45º Grammy Awards. |
| 24 de fevereiro | Robert Trujillo se junta ao Metallica. |
| 3 de março      | Avril Lavigne inicia sua primeira turnê, "Try To Shut Me Up Tour". |
| 10 de março     | Johnny Cash é internado no Baptist Hospital, em Nashville, Tennessee, EUA, para tratar uma pneumonia. |
| 10 de março     | Dixie Chicks geram polêmica em um show em Londres, quando a vocalista Natalie Maines anuncia ao público que "só para vocês saberem, temos vergonha de o presidente dos Estados Unidos ser do Texas". O grupo é retirado das rádios em todos os EUA e recebe ameaças de morte. |
| 24 de março     | Meteora, do Linkin Park, estreia em número um na parada de álbuns Billboard 200. |
| 25 de março     | Céline Dion começa A New Day..., sua residência em Las Vegas, Nevada, EUA, que duraria quase cinco anos, com mais de 700 shows. |
| 1 de abril      | Dezenas de fãs vaiam e deixam um show do Pearl Jam quando o vocalista Eddie Vedder faz comentários contra a Guerra do Iraque e o presidente dos EUA, George W. Bush. |
| 4 de abril      | Alex Katunich deixa a banda Incubus. |
| 8 de abril      | Godsmack lança seu terceiro álbum de estúdio Faceless. |
| 16 de abril     | Luther Vandross sofre um grave derrame em sua casa, em Nova Iorque, EUA, e sai do coma seis semanas depois. |
| 21 de abril     | S Club anuncia ao vivo no palco da Docklands Arena, em Londres, Inglaterra, que decidiram se separar após cinco anos juntos. |
| 27 de abril     | Inicia o terceiro Coachella Valley Music and Arts Festival, em Indio, Califórnia, EUA. |
| 28 de abril     | Apple Inc. abre a iTunes Music Store, oferecendo 200.000 canções para download a um custo de 99 centavos cada. Mais de 1 milhão de canções são vendidas na primeira semana da loja. |
| 28 de abril     | Termina o terceiro Coachella Valley Music and Arts Festival, em Indio, Califórnia, EUA. |
| 7 de maio       | Pete Townshend é inocentado das acusações por suspeita de posse de pornografia infantil, mas é formalmente advertido e colocado no registro de criminosos sexuais por cinco anos. |
| 19 de maio      | O antigo canal de TV MuchMusic USA é relançado como Fuse. |
| 21 de maio      | Ruben Studdard vence a segunda temporada do American Idol. |
| 24 de maio      | A cantora turca Sertab Erener vence o Concurso Eurovision, realizado em Riga, na Letónia, com a canção "Everyway That I Can", sendo esta a última vez que o concurso ocorre em apenas uma noite. |
| 24 de maio      | Após 40 anos, os fãs russos dos The Beatles finalmente puderam ver Paul McCartney se apresentar, na Praça Vermelha, em Moscou. |
| 31 de maio      | Inicia o primeiro Download Festival, no autódromo Donington Park, em Leicestershire, lesta da Inglaterra. |
| 1 de junho      | Termina o primeiro Download Festival, no autódromo Donington Park, em Leicestershire, lesta da Inglaterra. |
| 14 de junho     | Alexander Kuoppala deixa a banda Children of Bodom. |
| 14 de junho     | Wondrous the Merge, para quarteto de cordas e narrador, de David Del Tredici, baseado em um poema homoerótico de James Broughton, faz sua controversa estreia no Great Lakes Chamber Music Festival. |
| 14 de junho     | Henry Ranta a banda Soilwork. |
| 14 de junho     | Justin Timberlake e Christina Aguilera iniciam sua turnê de verão The Justified & Stripped Tour. |
| 14 de junho     | Alice Cooper inicia a produção de seu 26º álbum, The Eyes of Alice Cooper, que se afasta do heavy metal e é mais influenciado por seus álbuns da década de 1970. |
| 20 de junho     | Nick Oshiro substituiu Ken Jay na banda Static-X. |
| 27 de junho     | Inicia o Glastonbury Festival, em Pilton, Somerset, na Inglaterra. |
| 29 de junho     | Termina o Glastonbury Festival, em Pilton, Somerset, na Inglaterra. |
| 2 de julho      | Ocorre a Parada LGBT de Estocolmo, Suécia, com artistas como A-Teens. |
| 2 de julho      | A cantora Delta Goodrem é diagnosticada com Linfoma de Hodgkin. |
| 5 de julho      | Após 5 anos ausente, inicia o festival Lollapalooza, no Verizon Wireless Music Center, em Noblesville, Indiana, EUA. |
| 11 de julho     | Judas Priest anuncia que Rob Halford voltou à banda, e farão uma turnê de reunião em 2004. |
| 14 de julho     | A artista de eurodance e rock alternativo Lynda Thomas faz sua última aparição pública; abandonando a indústria da música e a vida pública completamente. |
| 19 de julho     | Inicia o festival Splendour in the Grass, em Byron Bay, Austrália. |
| 20 de julho     | Um acidente de carro em Oregon, EUA, mata três dos quatro membros do The Exploding Hearts, encerrando a banda após apenas um álbum. |
| 20 de julho     | Termina o festival Splendour in the Grass, em Byron Bay, Austrália. |
| 30 de julho     | Ocorre o Molson Canadian Rocks for Toronto, em Toronto, Canadá, para provar que a cidade está a salvo da SARS. Com 450 mil espectadores, é o maior show da história do Canadá. |
| 24 de agosto    | Termina o festival Lollapalooza, no Columbia Meadows, Saint Helens, Oregon, EUA. |
| 28 de agosto    | Madonna causa polêmica ao beijar as popstars Britney Spears e Christina Aguilera no MTV Video Music Awards de 2003. |
| 15 de setembro  | Billy Corgan anuncia que a banda Zwan se separou. |
| 16 de setembro  | Ryan Malcolm vence a primeira temporada de Canadian Idol. |
| 22 de setembro  | Max Cavalera e Gloria Cavalera demitem Marcello D. Rapp, fazendo com que Roy Mayorga e Mike Doling deixem a banda Soulfly em protesto. |
| 4 de outubro    | A turnê The Rising Tour, de Bruce Springsteen e E Street Band, termina após 120 shows em 14 meses, com vendas recordes em estádios dos EUA durante o verão e início do outono. |
| 16 de outubro   | Simon & Garfunkel começam sua turnê de reunião, "Old Friends", nos EUA, 20 anos após sua turnê mundial de 1983. |
| 29 de outubro   | Napster é relançado, como um serviço pago, oferecendo downloads de canção por 99 centavos cada ou US$ 9,99 para audição ilimitada. |
| 5 de novembro   | A banda Cryptopsy recontrata Lord Worm. |
| 5 de novembro   | Ben Moody, guitarrista e membro fundador do Evanescence, deixa a banda em sua primeira turnê mundial. |
| 6 de novembro   | Marco Aro deixa sua posição de vocalista no The Haunted, e a banda recontrata seu primeiro vocalista, Peter Dolving. |
| 7 de novembro   | O baixista Steve "Fuzz" Kmak é demitido do Disturbed como resultado de choques de personalidade com outros membros da banda. |
| 14 de novembro  | A banda Pink Floyd se reúne para se apresentar no funeral de seu empresário Steve O'Rourke. |
| 14 de novembro  | Byron Stroud é confirmado como membro oficial do Fear Factory. |
| 18 de novembro  | Britney Spears lança In the Zone, quebrando seu próprio recorde de primeira cantora a ter 3 álbuns em # 1, tornando-se a primeira cantora a ter 4 álbuns em # 1 consecutivamente. |
| 19 de novembro  | Guy Sebastian se torna o primeiro vencedor do Australian Idol. |
| 20 de novembro  | Michael Jackson é preso sob a acusação de abuso sexual infantil. |
| 21 de novembro  | Korn lança seu sexto álbum de estúdio, Take a Look in the Mirror, o último com a formação original da banda. |
| 22 de novembro  | A banda Five Iron Frenzy faz seu último show no Fillmore Auditorium, em Denver, Colorado, EUA. |
| 6 de dezembro   | Elvis Costello e Diana Krall se casaram em uma cerimônia privada na propriedade de Elton John na Inglaterra. |
| 6 de dezembro   | O fundador do P-Funk, George Clinton, é preso e acusado de posse de drogas em Tallahassee, Flórida, EUA. |
| 8 de dezembro   | Ozzy Osbourne é levado às pressas para uma cirurgia de emergência após quebrar a clavícula, oito costelas e uma vértebra no pescoço, ao sofrer um grave acidente em um quadriciclo em sua propriedade na Inglaterra. |
| 12 de dezembro  | Mick Jagger é nomeado cavaleiro pelos serviços prestados à música, pelo então Príncipe de Gales, Rei Charles, no Palácio de Buckingham, em Westminster, Inglaterra |

## Lançamentos

### Álbuns de estúdio
| Data            | Título                                                  | Artista(s)               |
| --------------- | ------------------------------------------------------- | ------------------------ |
| 27 de janeiro   | Other People's Songs                                    | Erasure                  |
| 27 de janeiro   | New Arrival                                             | A-Teens                  |
| 28 de janeiro   | Playin' Around                                          | Play                     |
| 28 de janeiro   | The Raven                                               | Lou Reed                 |
| 4 de fevereiro  | The Dreamer                                             | Blake Shelton            |
| 6 de fevereiro  | Get Rich or Die Tryin'                                  | 50 Cent                  |
| 10 de fevereiro | 100th Window                                            | Massive Attack           |
| 11 de fevereiro | Michael Bublé                                           | Michael Bublé            |
| 18 de fevereiro | Chocolate Factory                                       | R. Kelly                 |
| 3 de março      | Statues                                                 | Moloko                   |
| 4 de março      | Fallen                                                  | Evanescence              |
| 4 de março      | La Bella Mafia                                          | Lil' Kim                 |
| 10 de março     | Reason                                                  | Melanie C                |
| 10 de março     | Keep on Your Mean Side                                  | The Kills                |
| 11 de março     | Diamonds on the Inside                                  | Ben Harper               |
| 17 de março     | Neon Nights                                             | Dannii Minogue           |
| 19 de março     | Long Gone Before Daylight                               | The Cardigans            |
| 19 de março     | Harem                                                   | Sarah Brightman          |
| 21 de março     | Dead Letters                                            | The Rasmus               |
| 24 de março     | One Heart                                               | Céline Dion              |
| 24 de março     | Sleeping with Ghosts                                    | Placebo                  |
| 24 de março     | Home                                                    | Simply Red               |
| 25 de março     | Ringo Rama                                              | Ringo Starr              |
| 25 de março     | U-Turn                                                  | Brian McKnight           |
| 25 de março     | Meteora                                                 | Linkin Park              |
| 1 de abril      | Elephant                                                | The White Stripes        |
| 8 de abril      | Blueprint 2.1                                           | Jay-Z                    |
| 8 de abril      | Thickfreakness                                          | The Black Keys           |
| 8 de abril      | To Whom It May Concern                                  | Lisa Marie Presley       |
| 15 de abril     | Dragonfly                                               | Ziggy Marley             |
| 15 de abril     | Say You Will                                            | Fleetwood Mac            |
| 15 de abril     | Thankful                                                | Kelly Clarkson           |
| 21 de abril     | American Life                                           | Madonna                  |
| 22 de abril     | Atomic Kitten                                           | Atomic Kitten            |
| 28 de abril     | The Trouble with Being Myself                           | Macy Gray                |
| 5 de maio       | Think Tank                                              | Blur                     |
| 6 de maio       | On and On                                               | Jack Johnson             |
| 6 de maio       | Take This to Your Grave                                 | Fall Out Boy             |
| 7 de maio       | The Golden Age of Grotesque                             | Marilyn Manson           |
| 12 de maio      | Rabbit Don't Come Easy                                  | Helloween                |
| 20 de maio      | Almas del Silencio                                      | Ricky Martin             |
| 20 de maio      | Birds of Pray                                           | Live                     |
| 20 de maio      | Born to Be Free                                         | Sonique                  |
| 20 de maio      | Poodle Hat                                              | "Weird Al" Yankovic      |
| 20 de maio      | The Promise                                             | Earth, Wind & Fire       |
| 26 de maio      | N·E·W·S                                                 | Prince                   |
| 27 de maio      | Roorback                                                | Sepultura                |
| 2 de junho      | Paper Monsters                                          | Dave Gahan               |
| 3 de junho      | In the Pursuit of Leisure                               | Sugar Ray                |
| 3 de junho      | My Private Nation                                       | Train                    |
| 5 de junho      | St. Anger                                               | Metallica                |
| 5 de junho      | Bare                                                    | Annie Lennox             |
| 9 de junho      | Hail to the Thief                                       | Radiohead                |
| 10 de junho     | Dance with My Father                                    | Luther Vandross          |
| 10 de junho     | Replay                                                  | Play                     |
| 17 de junho     | After the Storm                                         | Monica                   |
| 20 de junho     | Dangerously in Love                                     | Beyoncé                  |
| 24 de junho     | Elephunk                                                | Black Eyed Peas          |
| 24 de junho     | Hotel Paper                                             | Michelle Branch          |
| 1 de julho      | Chapter II                                              | Ashanti                  |
| 7 de julho      | Youth & Young Manhood                                   | Kings of Leon            |
| 7 de julho      | Permission to Land                                      | The Darkness             |
| 8 de julho      | Diamond Dave                                            | David Lee Roth           |
| 8 de julho      | Thalía                                                  | Thalía                   |
| 15 de julho     | Limelite, Luv & Niteclubz                               | Da Brat                  |
| 15 de julho     | Other Hours: Connick on Piano, Volume 1                 | Harry Connick Jr.        |
| 22 de julho     | Moodring                                                | Mya                      |
| 22 de julho     | Mud on the Tires                                        | Brad Paisley             |
| 22 de julho     | Ocean Avenue                                            | Yellowcard               |
| 22 de julho     | Strays                                                  | Jane's Addiction         |
| 29 de julho     | Enemies of Reality                                      | Nevermore                |
| 4 de agosto     | Tour de France Soundtracks                              | Kraftwerk                |
| 5 de agosto     | Get the Picture?                                        | Smash Mouth              |
| 5 de agosto     | Thickskin                                               | Skid Row                 |
| 5 de agosto     | What the World Needs Now Is Love                        | Wynonna Judd             |
| 19 de agosto    | Clones                                                  | The Neptunes             |
| 19 de agosto    | Greendale                                               | Neil Young e Crazy Horse |
| 19 de agosto    | Hypnotica                                               | Benny Benassi            |
| 19 de agosto    | Indestructible                                          | Rancid                   |
| 19 de agosto    | In This Skin                                            | Jessica Simpson          |
| 19 de agosto    | Trap Muzik                                              | T.I.                     |
| 19 de agosto    | Unleashed                                               | Bow Wow                  |
| 20 de agosto    | Prêt-à Porter                                           | Preta Gil                |
| 25 de agosto    | Bananas                                                 | Deep Purple              |
| 26 de agosto    | Love & Life                                             | Mary J. Blige            |
| 26 de agosto    | Metamorphosis                                           | Hilary Duff              |
| 2 de setembro   | Dance of Death                                          | Iron Maiden              |
| 2 de setembro   | Vintage                                                 | Michael Bolton           |
| 8 de setembro   | Mescalero                                               | ZZ Top                   |
| 9 de setembro   | Doll Revolution                                         | The Bangles              |
| 9 de setembro   | From the Ashes                                          | Pennywise                |
| 9 de setembro   | Heavier Things                                          | John Mayer               |
| 9 de setembro   | Seal IV                                                 | Seal                     |
| 14 de setembro  | Get Born                                                | Jet                      |
| 15 de setembro  | Absolution                                              | Muse                     |
| 15 de setembro  | Reality                                                 | David Bowie              |
| 16 de setembro  | Grand Champ                                             | DMX                      |
| 16 de setembro  | The Soul Sessions                                       | Joss Stone               |
| 16 de setembro  | Worldwide Underground                                   | Erykah Badu              |
| 22 de setembro  | Unwrapped                                               | Gloria Estefan           |
| 23 de setembro  | The Eyes of Alice Cooper                                | Alice Cooper             |
| 23 de setembro  | Heretic                                                 | Morbid Angel             |
| 23 de setembro  | The Long Road                                           | Nickelback               |
| 23 de setembro  | North                                                   | Elvis Costello           |
| 23 de setembro  | Results May Vary                                        | Limp Bizkit              |
| 23 de setembro  | Some Devil                                              | Dave Matthews            |
| 23 de setembro  | Speakerboxxx/The Love Below                             | Outkast                  |
| 29 de setembro  | Sacred Love                                             | Sting                    |
| 29 de setembro  | Life for Rent                                           | Dido                     |
| 30 de setembro  | 33                                                      | Luis Miguel              |
| 30 de setembro  | Bette Midler Sings the Rosemary Clooney Songbook        | Bette Midler             |
| 30 de setembro  | Changes                                                 | Kelly Osbourne           |
| 7 de outubro    | All I Want for Christmas Is a Real Good Tan             | Kenny Chesney            |
| 7 de outubro    | Chicken-n-Beer                                          | Ludacris                 |
| 7 de outubro    | Mr. Snowman                                             | John Michael Montgomery  |
| 7 de outubro    | Reflections                                             | Paul van Dyk             |
| 11 de outubro   | 12 Memories                                             | Travis                   |
| 13 de outubro   | The Curse of Blondie                                    | Blondie                  |
| 13 de outubro   | 1 fille & 4 types                                       | Céline Dion              |
| 14 de outubro   | As Time Goes By: The Great American Songbook, Volume II | Rod Stewart              |
| 14 de outubro   | The Movie Album                                         | Barbra Streisand         |
| 20 de outubro   | Careful What You Wish For                               | Texas                    |
| 20 de outubro   | Frank                                                   | Amy Winehouse            |
| 20 de outubro   | Kish Kash                                               | Basement Jaxx            |
| 21 de outubro   | Coverage                                                | Mandy Moore              |
| 27 de outubro   | Three                                                   | Sugababes                |
| 27 de outubro   | Shoot from the Hip'                                     | Sophie Ellis-Bextor      |
| 28 de outubro   | Harry for the Holidays                                  | Harry Connick Jr.        |
| 28 de outubro   | Room on Fire                                            | The Strokes              |
| 1 de novembro   | In the Zone                                             | Britney Spears           |
| 4 de novembro   | Afterglow                                               | Sarah McLachlan          |
| 4 de novembro   | Live 2003                                               | Coldplay                 |
| 4 de novembro   | Blood in My Eye                                         | Ja Rule                  |
| 4 de novembro   | Payable on Death                                        | P.O.D.                   |
| 4 de novembro   | The Preacher's Son                                      | Wyclef Jean              |
| 4 de novembro   | Skull Ring                                              | Iggy Pop                 |
| 5 de novembro   | Folklore                                                | Nelly Furtado            |
| 10 de novembro  | Ladies Night                                            | Atomic Kitten            |
| 10 de novembro  | Body Language                                           | Kylie Minogue            |
| 11 de novembro  | Kid Rock                                                | Kid Rock                 |
| 11 de novembro  | SoulO                                                   | Nick Lachey              |
| 11 de novembro  | Try This                                                | P!nk)                    |
| 14 de novembro  | The Black Album                                         | Jay-Z                    |
| 17 de novembro  | Turn It On                                              | Ronan Keating            |
| 18 de novembro  | Ashanti's Christmas                                     | Ashanti                  |
| 18 de novembro  | At Last                                                 | Cyndi Lauper             |
| 18 de novembro  | Blink-182                                               | Blink-182                |
| 18 de novembro  | One Wish: The Holiday Album                             | Whitney Houston          |
| 18 de novembro  | Room to Breathe                                         | Reba McEntire            |
| 18 de novembro  | Under Construction, Part II                             | Timbaland & Magoo        |
| 21 de novembro  | Take a Look in the Mirror                               | Korn                     |
| 24 de novembro  | Turnaround                                              | Westlife                 |
| 25 de novembro  | 7                                                       | Enrique Iglesias         |
| 25 de novembro  | This Is Not a Test!                                     | Missy Elliott            |
| 2 de dezembro   | The Diary of Alicia Keys                                | Alicia Keys              |
| 9 de dezembro   | Nick Cannon                                             | Nick Cannon              |
| 9 de dezembro   | The Reason                                              | Hoobastank               |
| 9 de dezembro   | Splinter                                                | The Offspring            |

### Álbuns de compilação
| Data            | Título                                                                                           | Artista(s)             |
| --------------- | ------------------------------------------------------------------------------------------------ | ---------------------- |
| 28 de janeiro   | This Is It: The Best of Faith No More                                                            | Faith No More          |
| 3 de fevereiro  | Disco 3                                                                                          | Pet Shop Boys          |
| 11 de fevereiro | The Essential Ozzy Osbourne                                                                      | Ozzy Osbourne          |
| 25 de fevereiro | Thalía's Hits Remixed                                                                            | Thalía                 |
| 4 de março      | The Best of Run-DMC                                                                              | Run-DMC                |
| 11 de março     | The Essential Clash                                                                              | The Clash              |
| 17 de março     | Hellraiser: Best of the Epic Years                                                               | Motörhead              |
| 24 de março     | The Pop Hits                                                                                     | Roxette                |
| 31 de março     | The Very Best of The Velvet Underground                                                          | The Velvet Underground |
| 2 de junho      | Best: The Greatest Hits of S Club 7                                                              | S Club                 |
| 10 de junho     | Sounds of Summer: The Very Best of The Beach Boys                                                | The Beach Boys         |
| 10 de junho     | Ultimate Kenny G                                                                                 | Kenny G                |
| 25 de junho     | The Remixes                                                                                      | Mariah Carey           |
| 30 de junho     | Parts of the Process                                                                             | Morcheeba              |
| 8 de julho      | Yes Remixes                                                                                      | Yes                    |
| 29 de julho     | Carpenters Perform Carpenter                                                                     | Carpenters             |
| 5 de agosto     | Best of Ballads & Blues                                                                          | Poison                 |
| 12 de agosto    | Greatest Hits Volume II                                                                          | Alan Jackson           |
| 12 de agosto    | Legacy: The Absolute Best                                                                        | The Doors              |
| 9 de setembro   | She Who Dwells in the Secret Place of the Most High Shall Abide Under the Shadow of the Almighty | Sinéad O'Connor        |
| 22 de setembro  | Singles 93–03                                                                                    | The Chemical Brothers  |
| 23 de setembro  | The Best of Pantera: Far Beyond the Great Southern Cowboys' Vulgar Hits!                         | Pantera                |
| 23 de setembro  | The R. in R&B Collection, Vol. 1                                                                 | R. Kelly               |
| 23 de setembro  | Past, Present & Future                                                                           | Rob Zombie             |
| 26 de setembro  | t.A.T.u. Remixes                                                                                 | t.A.T.u.               |
| 30 de setembro  | Now & Forever: The Hits                                                                          | TLC                    |
| 30 de setembro  | The Journey: The Very Best of Donna Summer                                                       | Donna Summer           |
| 7 de outubro    | 2nd to None                                                                                      | Elvis Presley          |
| 7 de outubro    | Greatest Hits                                                                                    | Wyclef Jean            |
| 7 de outubro    | Nu-Mixx Klazzics                                                                                 | 2Pac                   |
| 10 de outubro   | Venus and Other Hits                                                                             | Bananarama             |
| 13 de outubro   | The Very Best of Sheryl Crow                                                                     | Sheryl Crow            |
| 14 de outubro   | The Essential Simon & Garfunkel                                                                  | Simon & Garfunkel      |
| 20 de outubro   | Singles                                                                                          | Suede                  |
| 20 de outubro   | Hits! The Very Best of Erasure                                                                   | Erasure                |
| 21 de outubro   | The Very Best of                                                                                 | Eagles                 |
| 27 de outubro   | In Time: The Best of R.E.M. 1988–2003                                                            | R.E.M.                 |
| 28 de outubro   | Ultimate Run-D.M.C.                                                                              | Run-D.M.C.             |
| 2 de novembro   | Films About Ghosts (The Best Of...)                                                              | Counting Crows         |
| 3 de novembro   | Hit                                                                                              | Peter Gabriel          |
| 4 de novembro   | Most Requested Hits                                                                              | Aaron Carter           |
| 4 de novembro   | Sixty Six to Timbuktu                                                                            | Robert Plant           |
| 4 de novembro   | This Left Feels Right                                                                            | Bon Jovi               |
| 4 de novembro   | Ultimate Toni Braxton                                                                            | Toni Braxton           |
| 10 de novembro  | Late Night Tales: Jamiroquai                                                                     | Jamiroquai             |
| 11 de novembro  | The Essential Bruce Springsteen                                                                  | Bruce Springsteen      |
| 11 de novembro  | Lost Dogs                                                                                        | Pearl Jam              |
| 11 de novembro  | Thank You                                                                                        | Stone Temple Pilots    |
| 14 de novembro  | The Singles 1992–2003                                                                            | No Doubt               |
| 17 de novembro  | Let It Be... Naked                                                                               | The Beatles            |
| 18 de novembro  | Greatest Hits                                                                                    | LeAnn Rimes            |
| 18 de novembro  | 18 B Sides + DVD                                                                                 | Moby                   |
| 18 de novembro  | The Electric Joe Satriani: An Anthology                                                          | Joe Satriani           |
| 18 de novembro  | Greatest Hits                                                                                    | Red Hot Chili Peppers  |
| 18 de novembro  | Number Ones                                                                                      | Michael Jackson        |
| 24 de novembro  | PopArt: The Hits                                                                                 | Pet Shop Boys          |
| 24 de novembro  | Remixed & Revisited                                                                              | Madonna                |
| 25 de novembro  | Da Derrty Versions: The Reinvention                                                              | Nelly                  |
| 1 de dezembro   | Daft Club                                                                                        | Daft Punk              |
| 3 de dezembro   | Greatest Hits: 87–99                                                                             | Kylie Minogue          |
| 9 de dezembro   | Tha Dogg: Best of the Works                                                                      | Snoop Doggy Dogg       |

### Álbuns ao vivo
| Data            | Título                                                                                           | Artista(s)               |
| --------------- | ------------------------------------------------------------------------------------------------ | ------------------------ |
| 21 de janeiro   | Live in Japan 2002                                                                               | Simple Plan              |
| 4 de fevereiro  | Halloween                                                                                        | Frank Zappa              |
| 11 de fevereiro | Any Given Thursday                                                                               | John Mayer               |
| 17 de março     | Back in the World Live                                                                           | Paul McCartney           |
| 28 de abril     | Maricotinha - Ao Vivo                                                                            | Maria Bethânia           |
| 17 de junho     | Live at the Budokan                                                                              | Bryan Adams              |
| 26 de agosto    | Live! The Farewell Tour                                                                          | Cher                     |
| 9 de setembro   | She Who Dwells in the Secret Place of the Most High Shall Abide Under the Shadow of the Almighty | Sinéad O'Connor          |
| 21 de outubro   | Rush in Rio                                                                                      | Rush                     |
| 4 de novembro   | Coldplay Live 2003'                                                                              | Coldplay                 |
| 4 de novembro   | Avril Lavigne: My World                                                                          | Avril Lavigne            |
| 10 de novembro  | Live from Faraway Stables                                                                        | Silverchair              |
| 18 de novembro  | The Central Park Concert                                                                         | Dave Matthews Band       |
| 18 de novembro  | Live in Texas                                                                                    | Linkin Park              |
| 25 de novembro  | Top of the World Tour: Live                                                                      | Dixie Chicks             |
| 25 de novembro  | Live at the Grand Olympic Auditorium                                                             | Rage Against the Machine |
| 9 de dezembro   | Live at Brixton Academy                                                                          | Motörhead                |

### Trilhas sonoras
| Data           | Título                                                              | Artista(s)         |
| -------------- | ------------------------------------------------------------------- | ------------------ |
| 25 de março    | House of 1000 Corpses: Original Motion Picture Soundtrack           | Vários artistas    |
| 29 de abril    | The Matrix Reloaded: The Album                                      | Vários artistas    |
| 22 de julho    | Freaky Friday: Original Soundtrack                                  | Vários artistas    |
| 12 de agosto   | Dungeons & Dragons: Official Roleplaying Soundtrack                 | Midnight Syndicate |
| 30 de setembro | School of Rock: Music from and Inspired by the Motion Picture       | Vários artistas    |
| 27 de outubro  | Bodysong: Music from the Film                                       | Jonny Greenwood    |
| 4 de novembro  | The Matrix Revolutions: Music from the Motion Picture               | Don Davis          |
| 11 de novembro | Tupac: Resurrection (Music from and Inspired by the Motion Picture) | Tupac              |

### Álbuns de vídeo
| Data            | Título                                                                   | Artista(s)                            |
| --------------- | ------------------------------------------------------------------------ | ------------------------------------- |
| 11 de fevereiro | Jennifer Lopez: Let's Get Loud                                           | Jennifer Lopez                        |
| 11 de fevereiro | The Spirit of Radio: Greatest Hits 1974–1987                             | Rush                                  |
| 24 de fevereiro | Watch My Lips                                                            | Sophie Ellis-Bextor                   |
| 25 de fevereiro | Live in New Orleans                                                      | Norah Jones                           |
| 11 de março     | The Essential Clash                                                      | The Clash                             |
| 25 de março     | The Who Special Edition EP                                               | The Who                               |
| 14 de abril     | Most Famous Hits                                                         | Ringo Starr and His All-Starr Band    |
| 28 de abril     | Maricotinha - Ao Vivo                                                    | Maria Bethânia                        |
| 7 de maio       | Live at the Showbox                                                      | Pearl Jam                             |
| 13 de maio      | Out of the Vein                                                          | Third Eye Blind                       |
| 26 de maio      | Led Zeppelin DVD                                                         | Led Zeppelin                          |
| 2 de junho      | Best: The Greatest Hits of S Club 7                                      | S Club                                |
| 2 de junho      | Visions of the Beast                                                     | Iron Maiden                           |
| 3 de junho      | The Cure: Trilogy                                                        | The Cure                              |
| 10 de junho     | Sounds of Summer: The Very Best of The Beach Boys                        | The Beach Boys                        |
| 10 de junho     | Destiny's Child World Tour                                               | Destiny's Child                       |
| 11 de junho     | Another Day at the Office                                                | Tiësto                                |
| 17 de junho     | Live at the Budokan                                                      | Bryan Adams                           |
| 30 de junho     | Parts of the Process                                                     | Morcheeba                             |
| 25 de julho     | Xuxa só para Baixinhos 4                                                 | Xuxa                                  |
| 29 de julho     | Audioslave                                                               | Audioslave                            |
| 12 de agosto    | Greatest Hits Volume II                                                  | Alan Jackson                          |
| 19 de agosto    | Live at the Aladdin Las Vegas                                            | Prince                                |
| 23 de agosto    | Inside Björk                                                             | Björk                                 |
| 23 de agosto    | Later with Jools Holland                                                 | Björk                                 |
| 26 de agosto    | The Farewell Tour                                                        | Cher                                  |
| 26 de agosto    | Goodnight, Thank You, You've Been a Lovely Audience                      | Sinéad O'Connor                       |
| 10 de setembro  | Kiss Symphony: The DVD                                                   | Kiss                                  |
| 20 de setembro  | Acústico MTV: Charlie Brown Jr.                                          | Charlie Brown Jr.                     |
| 22 de setembro  | Singles 93–03                                                            | The Chemical Brothers                 |
| 23 de setembro  | The Best of Pantera: Far Beyond the Great Southern Cowboys' Vulgar Hits! | Pantera                               |
| 23 de setembro  | Past, Present & Future                                                   | Rob Zombie                            |
| 26 de setembro  | t.A.T.u. Remixes                                                         | t.A.T.u.                              |
| 30 de setembro  | Now & Forever: The Hits                                                  | TLC                                   |
| 6 de outubro    | Tiësto in Concert                                                        | Tiësto                                |
| 20 de outubro   | Singles (Exclusive Asian Limited Edition)                                | Suede                                 |
| 20 de outubro   | Hits! The Very Best of Erasure                                           | Erasure                               |
| 21 de outubro   | Rush in Rio                                                              | Rush                                  |
| 21 de outubro   | The Complete Greatest Hits                                               | Eagles                                |
| 27 de outubro   | In View: The Best of R.E.M. 1988–2003                                    | R.E.M.                                |
| 28 de outubro   | Ultimate Run-D.M.C.                                                      | Run-D.M.C.                            |
| 2 de novembro   | Films About Ghosts                                                       | Counting Crows                        |
| 3 de novembro   | Growing Up Live                                                          | Peter Gabriel                         |
| 3 de novembro   | Minuscule                                                                | Björk                                 |
| 4 de novembro   | This Left Feels Right                                                    | Bon Jovi                              |
| 4 de novembro   | All Access Pass                                                          | Hilary Duff                           |
| 4 de novembro   | "Weird Al" Yankovic: The Ultimate Video Collection                       | "Weird Al" Yankovic                   |
| 11 de novembro  | Four Flicks                                                              | The Rolling Stones                    |
| 11 de novembro  | Live at the Garden                                                       | Pearl Jam                             |
| 17 de novembro  | Live at Slane Castle                                                     | Red Hot Chili Peppers                 |
| 17 de novembro  | Ballad & Pop Hits – The Complete Video Collection                        | Roxette                               |
| 17 de novembro  | U2 Go Home: Live from Slane Castle, Ireland                              | U2                                    |
| 18 de novembro  | Up! Live in Chicago                                                      | Shania Twain                          |
| 18 de novembro  | The Reel Me                                                              | Jennifer Lopez                        |
| 18 de novembro  | Miss Independent                                                         | Kelly Clarkson                        |
| 18 de novembro  | Live in Barcelona                                                        | Bruce Springsteen & the E Street Band |
| 18 de novembro  | Greatest Hits                                                            | LeAnn Rimes                           |
| 18 de novembro  | The Central Park Concert                                                 | Dave Matthews Band                    |
| 18 de novembro  | 18 B Sides + DVD                                                         | Moby                                  |
| 18 de novembro  | Live in Texas                                                            | Linkin Park                           |
| 18 de novembro  | Number Ones                                                              | Michael Jackson                       |
| 18 de novembro  | Greatest Hits                                                            | Red Hot Chili Peppers                 |
| 24 de novembro  | What We Did Last Summer                                                  | Robbie Williams                       |
| 24 de novembro  | The Very Best of Sheryl Crow                                             | Sheryl Crow                           |
| 24 de novembro  | PopArt: The Hits                                                         | Pet Shop Boys                         |
| 24 de novembro  | Electric Eye                                                             | Judas Priest                          |
| 25 de novembro  | Everywhere but Home                                                      | Foo Fighters                          |
| 25 de novembro  | Greatest Hits 1978–1997                                                  | Journey                               |
| 25 de novembro  | Rock Steady Live                                                         | No Doubt                              |
| 1 de dezembro   | Lichtspielhaus                                                           | Rammstein                             |
| 1 de dezembro   | Be with Us (A Year With...)                                              | Atomic Kitten                         |
| 3 de dezembro   | Greatest Hits: 87–99                                                     | Kylie Minogue                         |
| 3 de dezembro   | A Festa dos Seus Sonhos                                                  | Rouge                                 |
| 15 de dezembro  | Justin Timberlake: Live from London                                      | Justin Timberlake                     |

### EPs
| Data           | Título                                          | Artista(s)                          |
| -------------- | ----------------------------------------------- | ----------------------------------- |
| 25 de março    | Fall Out Boy's Evening Out with Your Girlfriend | Fall Out Boy                        |
| 24 de abril    | Exclusive                                       | U2                                  |
| 11 de novembro | Another 700 Miles                               | 3 Doors Down                        |
| 13 de novembro | Live at the Hollywood Bowl                      | Ben Harper & the Innocent Criminals |
| 18 de novembro | The Reel Me                                     | Jennifer Lopez                      |

### Box sets
| Data           | Título                                                          | Artista(s)  |
| -------------- | --------------------------------------------------------------- | ----------- |
| 12 de maio     | Singles Box Set 1981–1985                                       | Duran Duran |
| 3 de junho     | In Person Friday and Saturday Nights at the Blackhawk, Complete | Miles Davis |
| 28 de julho    | The Ultimate Yes: 35th Anniversary Collection                   | Yes         |
| 18 de agosto   | Live Box                                                        | Björk       |
| 7 de outubro   | Stone Deaf Forever!                                             | Motörhead   |
| 14 de outubro  | Chrome, Smoke & BBQ                                             | ZZ Top      |
| 25 de novembro | Unearthed                                                       | Johnny Cash |

### Singles
| Data            | Título                                     | Artista(s)                                                 |
| --------------- | ------------------------------------------ | ---------------------------------------------------------- |
| 6 de janeiro    | "Up!"                                      | Shania Twain                                               |
| 6 de janeiro    | "Times Like These"                         | Foo Fighters                                               |
| 7 de janeiro    | "In da Club"                               | 50 Cent                                                    |
| 18 de janeiro   | "Love Is a Crime"                          | Anastacia                                                  |
| 21 de janeiro   | "Like a Stone"                             | Audioslave                                                 |
| 3 de fevereiro  | "Can't Stop"                               | Red Hot Chili Peppers                                      |
| 3 de fevereiro  | "Unwell"                                   | Matchbox Twenty                                            |
| 3 de fevereiro  | "In the Shadows"                           | The Rasmus                                                 |
| 17 de fevereiro | "Ka-Ching!"                                | Shania Twain                                               |
| 17 de fevereiro | "Seven Nation Army"                        | The White Stripes                                          |
| 22 de fevereiro | "Sem Querer"                               | Wanessa Camargo                                            |
| 24 de fevereiro | "Somewhere I Belong"                       | Linkin Park                                                |
| 24 de fevereiro | "I Know What You Want"                     | Busta Rhymes e Mariah Carey                                |
| 4 de março      | "21 Questions"                             | 50 Cent com part. de Nate Dogg                             |
| 10 de março     | "Fighter"                                  | Christina Aguilera                                         |
| 10 de março     | "For What It's Worth"                      | The Cardigans                                              |
| 17 de março     | "Clocks"                                   | Coldplay                                                   |
| 17 de março     | "Rock Your Body"                           | Justin Timberlake                                          |
| 24 de março     | "American Life"                            | Madonna                                                    |
| 24 de março     | "Losing Grip"                              | Avril Lavigne                                              |
| 7 de abril      | "Bring Me to Life"                         | Evanescence                                                |
| 7 de abril      | "Forever and for Always"                   | Shania Twain                                               |
| 8 de abril      | "I'm Glad"                                 | Jennifer Lopez                                             |
| 10 de abril     | "Miss Independent"                         | Kelly Clarkson                                             |
| 21 de abril     | "Not Gonna Get Us"                         | t.A.T.u.                                                   |
| 12 de maio      | "Where Is the Love?"                       | Black Eyed Peas                                            |
| 12 de maio      | "Everybody's Changing"                     | Keane                                                      |
| 14 de maio      | "Crazy in Love"                            | Beyoncé com part. de Jay-Z                                 |
| 16 de junho     | "Universally Speaking"                     | Red Hot Chili Peppers                                      |
| 27 de maio      | "Hollywood"                                | Madonna                                                    |
| 27 de maio      | "Feel Good Time"                           | P!nk com part. de William Orbit                            |
| 2 junho         | "Bringin' On the Heartbreak"               | Mariah Carey                                               |
| 9 de junho      | "Faint"                                    | Linkin Park                                                |
| 1 de julho      | "God Put a Smile upon Your Face"           | Coldplay                                                   |
| 7 de julho      | "Señorita"                                 | Justin Timberlake                                          |
| 7 de julho      | "White Flag"                               | Dido                                                       |
| 8 de julho      | "Can't Hold Us Down"                       | Christina Aguilera com part. de Lil' Kim                   |
| 14 de julho     | "So Yesterday"                             | Hilary Duff                                                |
| 28 de julho     | "Here Without You"                         | 3 Doors Down                                               |
| 28 de julho     | "Someday"                                  | Nickelback                                                 |
| 1 de agosto     | "Dragostea Din Tei"                        | O-Zone                                                     |
| 4 de agosto     | "Baby I Love U!"                           | Jennifer Lopez                                             |
| 11 de agosto    | "Filme de Amor"                            | Wanessa Camargo                                            |
| 11 de agosto    | "The Hardest Button to Button"             | The White Stripes                                          |
| 12 de agosto    | "P.I.M.P."                                 | 50 Cent com part. de Snoop Dogg, Lloyd Banks, e Young Buck |
| 13 de agosto    | "Baby Boy"                                 | Beyoncé com part. de Sean Paul                             |
| 13 de agosto    | "Lifestyles of the Rich and Famous"        | Good Charlotte                                             |
| 18 de agosto    | "Are You Gonna Be My Girl"                 | Jet                                                        |
| 18 de agosto    | "Going Under"                              | Evanescence                                                |
| 25 de agosto    | "Hey Ya!"                                  | Outkast                                                    |
| 25 de agosto    | "Milkshake"                                | Kelis                                                      |
| 25 de agosto    | "Perfect"                                  | Simple Plan                                                |
| 1 de setembro   | "I Just Don't Know What to Do with Myself" | The White Stripes                                          |
| 8 de setembro   | "Numb"                                     | Linkin Park                                                |
| 8 de setembro   | "Shut Up"                                  | Black Eyed Peas                                            |
| 8 de setembro   | "Time Is Running Out"                      | Muse                                                       |
| 22 de setembro  | "I Believe in a Thing Called Love"         | The Darkness                                               |
| 23 de setembro  | "Behind Blue Eyes"                         | Limp Bizkit                                                |
| 29 de setembro  | "Trouble"                                  | P!nk                                                       |
| 29 de setembro  | "Mr. Brightside"                           | The Killers                                                |
| 6 de outubro    | "Feeling This"                             | Blink-182                                                  |
| 13 de outubro   | "This Is the Last Time"                    | Keane                                                      |
| 14 de outubro   | "Me Against the Music"                     | Britney Spears com part. de Madonna                        |
| 20 de outubro   | "It's My Life"                             | No Doubt                                                   |
| 27 de outubro   | "Nothing Fails"                            | Madonna                                                    |
| 27 de outubro   | "The Voice Within"                         | Christina Aguilera                                         |
| 3 de novembro   | "Slow"                                     | Kylie Minogue                                              |
| 10 de novembro  | "Fuck It (I Don't Want You Back)"          | Eamon                                                      |
| 17 de novembro  | "God Is a DJ"                              | P!nk                                                       |
| 17 de novembro  | "Mandy"                                    | Westlife                                                   |
| 22 de novembro  | "One More Chance"                          | Michael Jackson                                            |
| 1 de dezembro   | "Life for Rent"                            | Dido                                                       |
| 8 de dezembro   | "Love Profusion"                           | Madonna                                                    |
| 8 de dezembro   | "My Immortal"                              | Evanescence                                                |
| 9 de dezembro   | "Hit That"                                 | The Offspring                                              |
| 15 de dezembro  | "Mad World"                                | Michael Andrews com part. de Gary Jules                    |

## Paradas musicais

### Álbuns mais bem sucedidos
| #  | Título                      | Artista(s)        |
| -- | --------------------------- | ----------------- |
| 01 | St. Anger                   | Metallica         |
| 02 | 8 Mile                      | Eminem            |
| 03 | Speakerboxxx/The Love Below | Outkast           |
| 04 | Meteora                     | Linkin Park       |
| 05 | Fallen                      | Evanescence       |
| 06 | Get Rich or Die Tryin'      | 50 Cent           |
| 07 | Dangerously in Love         | Beyoncé           |
| 08 | Life for Rent               | Dido              |
| 09 | American Life               | Madonna           |
| 10 | Elephant                    | The White Stripes |

### Singlesmais bem sucedidos
| #  | Título                    | Artista(s)                 |
| -- | ------------------------- | -------------------------- |
| 01 | "Hey Ya!"                 | Outkast                    |
| 02 | "In da Club"              | 50 Cent                    |
| 03 | "Where Is the Love?"      | Black Eyed Peas            |
| 04 | "Crazy in Love"           | Beyoncé com part. de Jay-Z |
| 05 | "All the Things She Said" | t.A.T.u.                   |
| 06 | "Bring Me to Life"        | Evanescence                |
| 07 | "Shut Up"                 | Black Eyed Peas            |
| 08 | "Beautiful"               | Christina Aguilera         |
| 09 | "White Flag"              | Dido                       |
| 10 | "Ignition (Remix)"        | R. Kelly                   |

## Eventos
- A banda Kraftwerk lança o álbum Tour de France Soundtracks depois de 17 anos sem material inédito.
- Janeiro - Per Gessle e Marie Fredriksson, vocalistas da dupla sueca Roxette, são condecorados pelo rei Carlos XVI Gustavo da Suécia. É uma das raras aparições de Marie depois de submeter-se à cirurgia para retirada de um tumor no cérebro.
- 12 de janeiro - Maurice Gibb, tecladista, baixista e um dos compositores dos Bee Gees, morre devido a ataque cardíaco durante uma cirurgia de obstrução intestinal.
- 20 de janeiro - A banda de Power Metal Masterplan lança seu primeiro álbum vencedor de vários prêmios Masterplan.
- 22 de janeiro - Os irmãos Barry e Robin Gibb anunciam o fim dos Bee Gees, 10 dias após a morte de Maurice Gibb, irmão gêmeo de Robin e membro da banda, pouco antes de completarem 45 anos de carreira .
- 4 de março - A banda Evanescence lança seu primeiro álbum Fallen, em poucas semanas vendeu 1 milhão de cópias, hoje contabiliza com mais de 30 milhões de cópias vendidas ao redor do mundo.
- 4 de março  - É lançado o álbum La Bella Mafia, da rapper Lil' Kim, seu único álbum lançado no Brasil.
- 24 de março - A dupla sueca Roxette lança a compilação The Pop Hits.
- 25 de março - A banda norte-americana de Nu metal Linkin Park lança seu segundo álbum, Meteora.
- 15 de abril a 22 de abril - Madonna lança mundialmente seu polêmico nono álbum de estúdio, American Life, que foi um fracasso de vendas nos Estados Unidos e um sucesso no restante do mundo.
- A banda norte-americana Evanescence lança a música carro-chefe Bring Me To Life do seu primeiro álbum de estúdio. É considerada a maior canção de 2003 de acordo com a United World Chart.
- Lançamento do segundo álbum de estúdio do grupo brasileiro Rouge, "C'est La Vie". A girlband chegou a gravar uma versão em espanhol do álbum, que nunca foi lançada oficialmente, mas as gravações hoje circulam na internet.
- Formação da boyband brasileira Br'oz na segunda e última edição do reality show Popstars, do SBT, o mesmo programa que formou o grupo Rouge no ano anterior.
- Lançamento do primeiro álbum do grupo Br'oz, autointitulado, e que teve como maiores hits as músicas "Prometida" e "Tudo Que Você Quiser".
- O grupo Fat Family, lança o quarto CD autointitulado  Fat Family, pela gravadora Sum Records. A integrante Deise Cipriano dá a luz a sua primeira e única filha Talita.
- 18 de maio - Beyoncé lança o single "Crazy in Love", que alcança primeiro lugar nas paradas mundiais e torna-se memorável na vida artística da cantora. Alguns anos depois, a musica foi incluída no top 10 das melhores musicas da década (2000-2010).
- 5 de junho - A banda de thrash metal norte-americana Metallica lança o seu oitavo álbum de estúdio, St. Anger. O álbum teve recepção mista e é considerado por alguns fãs o "fundo do poço da carreira da banda".
- 22 de junho - A artista americana Beyoncé lança seu primeiro álbum de estúdio intitulado "Dangerously in Love", que posteriormente emplacou 2 hits: "Crazy in Love" e "Baby Boy"
- 10 de agosto - A banda KLB lança seu primeiro álbum ao vivo pela gravadora Sony Music, nos formatos: CD e DVD.
- 3 de setembro - Gilberto Gil recebe o Grammy Latino prêmio de Personalidade do Ano, Miami.
- 9 de setembro - A cantora Maria Rita lança seu primeiro disco: "Maria Rita".
- 14 de setembro - A dupla sertaneja Zezé di Camargo & Luciano lançam seu 15° álbum de estúdio pela gravadora Columbia Records, que teve a certificação de 5x Platina pela ABPD, chegando a ganhar um Grammy Latino no ano seguinte.
- 29 de setembro - A banda britânica Muse lança seu terceiro e icônico álbum Absolution.
- A banda de rock n' roll Kiss, faz o show Symphony: Alive IV, juntamente com a Orquestra Sinfônica de Melbourne.
- A banda estadunidense de heavy metal Marilyn Manson lança seu quinto álbum de estúdio intitulado "The Golden Age of Grotesque".
- Formação da banda McFly.
- O britpop da banda Blur renasce com o lançamento de seu sétimo álbum de estúdio, Think Tank.
- A cantora Léa Mendonça Lança seu Quarto cd e Primeiro Ao Vivo Louvor Profético.
- É lançada Number Ones a coletânea de maior êxito de Michael Jackson, que mesmo tendo a sua divulgação vetada pela Sony Music após tomar conhecimento das acusações de pedofilia, vendeu quatro milhões no perímetro de um mês, e atualmente já vendeu 10 milhões de cópias.
- É criada a banda de pop norte-americana The Pussycat Dolls, pela coreógrafa Robin Antin.
- 1 de outubro - A dupla Sandy & Junior lança o décimo-quarto álbum Identidade.
- 20 de outubro - Amy Winehouse se revela ao mundo lançando seu primeiro álbum de estúdio, Frank, que teve ótimas vendas e críticas bastante favoráveis, destacando sua capacidade de compor músicas e sua voz incomparável.
- 17 de novembro - É lançado o quarto álbum de estúdio de Britney Spears, intitulado In The Zone. Com este trabalho, nos Estados Unidos, a cantora se tornou a primeira artista feminina a ter quatro consecutivos álbuns em número um na Billboard 200 .O disco inclui o hit Toxic, que se tornou a Música Mais Executada de 2004.
- 23 de dezembro - Gravação do 1º DVD da Banda Calypso, Ambientando em São Paulo na Casa de Shows Patativa.
- A banda de black metal sinfônico Dimmu Borgir lança Death Cult Armageddon.
- O Iron Maiden lança seu décimo terceiro álbum, Dance of Death.
- Britney Spears, Madonna, e Christina Aguilera protagonizam o histórico beijo na boca, durante performance no MTV Video Music Awards deste ano.
- Lançamento do Primeiro Cd Inglês de Thalía, Com os Hits I Want You feat. Fat Joe e Baby, I´m In Love.
- Gravação ao vivo, em 12 de Julho, do 6º CD do Ministério de Louvor Diante do Trono, Quero me Apaixonar, no Aeroporto Campo de Marte no bairro de Santana em São Paulo com 2 milhões de pessoas presentes.
- É lançado Body Language de Kylie Minogue.
- Aline Barros lança seu  sexto álbum e o quarto de estúdio, Fruto de Amor
- Lançamento, em 18 de novembro, do quinto álbum de estúdio do grupo Blink-182, Untitled.
- Lançamento de Neon Night de Dannii Minogue, com os Hits Who Do You Love Now?, Put The Needle On It
- Gravação ao vivo do disco Death On The Road, do Iron Maiden, no Westfalenhalle, em Dortmund, na Alemanha, em 24 de Novembro de 2003.
- 50 Cent lança seu Terceiro álbum, chamado de Get Rich or Die Tryin',que contem vários hits como: 21 Questions, Many Man e o famoso hit In Da Club
- O Evanescence lança a música carro-chefe Bring Me To Life do seu primeiro albúm de estúdio. É considerada a maior canção de 2003 de acordo com a United World Chart.
- Charlie Brown Jr. Anuncia o CD e DVD Chamado Acústico MTV
- Matanza Lança o Segundo Álbum Chamado Música Para Beber e Brigar
- O guitarrista Brian "Head" Welch da banda estadunidense Korn sai da banda para se dedicar a uma vida religiosa.

## Nascimentos
| Data            | Nome                          | Profissão                                        | Nacionalidade                      | Observações | Ref |
| --------------- | ----------------------------- | ------------------------------------------------ | ---------------------------------- | ----------- | --- |
| 6 de janeiro    | MattyBRaps                    | rapper                                           | Estados Unidos                     |             |     |
| 24 de janeiro   | Johnny Orlando                | cantor                                           | Canadá                             |             |     |
| 10 de fevereiro | Blanco                        | cantor e rapper                                  | Itália                             |             |     |
| 20 de fevereiro | Olivia Rodrigo                | cantora, compositora e atriz                     | Estados Unidos                     |             |     |
| 20 de fevereiro | William Gao                   | ator e músico                                    | Reino Unido                        |             |     |
| 23 de fevereiro | Anna Catarina                 | cantora                                          | Brasil                             |             |     |
| 2 de março      | Giulia Nassa                  | cantora, membro do BFF Girls                     | Brasil                             |             |     |
| 28 de março     | Pháo                          | cantora                                          | Vietname                           |             |     |
| 18 de abril     | Sophia Grace Brownlee         | cantora                                          | Reino Unido                        |             |     |
| 20 de abril     | Thanat Danjesda               | ator, cantor, dançarino e membro do LYKN         | Tailândia                          |             |     |
| 19 de maio      | JoJo Siwa                     | cantora e atriz                                  | Estados Unidos                     |             |     |
| 1 de julho      | Tate McRae                    | cantora e compositora                            | Canadá                             |             |     |
| 17 de agosto    | The Kid Laroi                 | rapper                                           | Austrália                          |             |     |
| 18 de agosto    | Luan Pereira                  | cantor                                           | Brasil                             |             |     |
| 1 de Setembro   | Yujin                         | cantora, membro do IVE                           | Coreia do Sul                      |             |     |
| 16 de Setembro  | Claude Kiambe                 | cantor                                           | Países Baixos / República do Congo |             |     |
| 26 de Setembro  | Jane Remover                  | produtora músical                                | Estados Unidos                     |             |     |
| 5 de outubro    | Eden Golan                    | cantora                                          | Israel                             |             |     |
| 16 de outubro   | Pichetpong Chiradatesakunvong | ator, cantor, dançarino, rapper e membro do LYKN | Tailândia                          |             |     |
| 5 de novembro   | Pongsapak Udompoch            | ator e cantor, membro do JASP.ER                 | Tailândia                          |             |     |
| 16 de novembro  | Ana Castela                   | cantora, compositora e instrumentista            | Brasil                             |             |     |
| 9 de dezembro   | Yuna                          | cantora e dançarina, membro do ITZY              | Coreia do Sul                      |             |     |
| ?               | MC Jacaré                     | cantor                                           | Brasil                             |             |     |

## Mortes
| Data           | Nome                                    | Profissão                    | Nacionalidade  | Observações | Ref |
| -------------- | --------------------------------------- | ---------------------------- | -------------- | ----------- | --- |
| 10 de janeiro  | Marisa Gata Mansa                       | cantora                      | Brasil         | n.1933      |     |
| 12 de janeiro  | Maurice Gibb                            | músico                       | Inglaterra     | n. 1949     |     |
| 22 de janeiro  | Dona Zica                               | sambista                     | Brasil         | n. 1913     |     |
| 24 de janeiro  | Sabotage                                | rapper                       | Brasil         | n. 1973     |     |
| 4 de março     | Celly Campelo                           | cantora e precursora do rock | Brasil         | n. 1942     |     |
| 14 de março    | Cyll Farney                             | cantor                       | Brasil         | n. 1925     |     |
| 21 de abril    | Nina Simone                             | cantora                      | Estados Unidos | n. 1933     |     |
| 8 de maio      | Elvira Pagã (Elvira Olivieri Cozzolino) | cantora, atriz e compositora | Brasil         | n. 1920     |     |
| 15 de maio     | June Carter                             | cantora                      | Estados Unidos | n. 1929     |     |
| 4 de julho     | Barry White                             | cantor                       | Estados Unidos | n. 1944     |     |
| 16 de julho    | Celia Cruz                              | cantora                      | Cuba           | n. 1925     |     |
| 22 de julho    | José Cezar Motta                        | músico                       | Brasil         | n. 1970     |     |
| 28 de julho    | Noite Ilustrada                         | cantor                       | Brasil         | 1928        |     |
| 12 de setembro | Johnny Cash                             | cantor e compositor          | Estados Unidos | n. 1932     |     |
| 8 de novembro  | Álvaro Martins                          | guitarrista                  | Portugal       | n. 1918     |     |
| 18 de novembro | Michael Kamen                           | maestro e compositor         | Estados Unidos | n. 1948     |     |